# 莫斯卡利夫卡 (波隆涅區)
49°55′21″N 27°27′14″E / 49.92250°N 27.45389°E
莫斯卡利夫卡（烏克蘭語：Москалівка），是烏克蘭西部的村莊，隸屬赫梅利尼茨基州的舍佩蒂夫卡區。該村始建於1775年，面積1.09平方公里，2001年人口230，人口密度每平方公里210.6人。